# Budj Bim
Budj Bim hoặc Mount Eccles là một ngọn núi lửa đã tắt nằm gần thị trấn Macarthur, tây nam tiểu bang Victoria, Úc. Cái tên xuất pháp từ tiếng thổ dân bản địa Gunditjmara. Đỉnh núi lửa hình nón lớn với điểm cao nhất đạt 178 mét (584 ft). Đỉnh núi là một đồi xỉ núi lửa được tích tụ bên cạnh ba miệng núi lửa bây giờ bao gồm bên trong là hồ Surprise. Dòng dung nham mở rộng tạo thành một ngọn núi lửa hình khiên và được nuôi dưỡng bởi những dòng dung nham.
Khu vực này đã được UNESCO công nhận là Di sản thế giới vào ngày 6 tháng 7 năm 2019 với tên gọi Cảnh quan văn hóa Budj Bim.

## Văn hóa
Khu vực này có tầm quan trọng đối với những người Gunditjmara. Từ một vài ngàn năm trước khi định cư châu Âu, người Gunditjmara đã phát triển một hệ thống nuôi trồng thủy sản dẫn dòng nước của Darlot Creek vào các khu vực thấp liền kề bẫy lươn đuôi ngắn và cá trong một loạt đập. Điều này đã cung cấp lươn quanh năm được thu hoạch bằng bẫy được đan từ những đoạn Manna Gum (gỗ bạch đàn Eucalyptus viminalis) và cho phép một cộng đồng định cư phát triển, xây dựng những ngôi nhà bằng đá kiên cố.
Sau khi khu định cư châu Âu bắt đầu phát triển từ cuối những năm 1830, những tảng đá và vùng đất nham thạch không đều này cho phép các cuộc tấn công vào những người định cư và phương thức để trốn thoát vì địa hình không phù hợp với ngựa. Nỗ lực xâm chiếm vùng đất của người châu Âu đã dẫn đến Chiến tranh Eumeralla từ 1840 đến 1860. Khu truyền giáo Lake Condah được thành lập năm 1868 có ý nghĩa quan trọng đối với lịch sử của Gunditjmara.